# Fritz Wiessner
Fritz Wiessner, né le 26 février 1900 à Dresde et mort le 3 juillet 1988 à Stowe, est un grimpeur et alpiniste américain d'origine allemande, pionnier de l'escalade libre.

## Biographie
Fritz Wiessner fait d'abord son apprentissage dans le massif de l'Elbsandsteingebirge puis se tourne vers les Alpes et participe alors à la « course au sixième degré » dans les Dolomites. Il émigre à New York en 1929 et devient citoyen américain en 1935. À partir de cette année-là, il joue un rôle prépondérant dans l'évolution de l'alpinisme aux États-Unis. Fritz Wiessner est à l'origine à la fois de l'école d'escalade de Shawangunk Ridge sur le site de laquelle il ouvre des voies jusqu'en 1946 et du site d'escalade de Ragged Mountain où il ouvre de nombreuses voies dans les années 1930.

## Ascensions

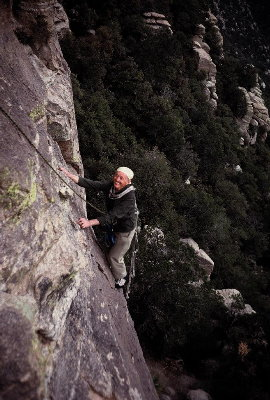
Fritz Wiessner en 1981

- 1925 - Fritz Wiessner et Emil Solleder tentent l'ascension de la face nord de la Furchetta et atteignent le sommet, mais en contournant la difficulté terminale
- 1928 - Face est directe de la Civetta
- 1936 - Première ascension du mont Waddington avec William House
- 1937 - Première ascension « technique » de la Devils Tower avec William P. House et Lawrence Coveney en ayant recours à un grand nombre de pitons
- 1937 - Première tentative au Devils Thumb

## Expéditions
- 1932 - Participation à l'expédition de Willi Merkl au Nanga Parbat
- 1939 - Participation à l'expédition américaine sur le K2. Fritz Wiessner, en compagnie de Pasang Dawa Lama, atteint 8 370 m sans appareil respiratoire